# Cinja Tillmann
Cinja Tillmann (Münster, 13 de julio de 1991) es una deportista alemana que compite en voleibol, en la modalidad de playa.
Ganó una medalla de bronce en el Campeonato Mundial de Vóley Playa de 2022 y tres medallas en el Campeonato Europeo de Vóley Playa entre los años 2020 y 2025.
Participó en los Juegos Olímpicos de París 2024, ocupando el noveno lugar en el torneo femenino.

## Palmarés internacional
| Campeonato Mundial | Campeonato Mundial     | Campeonato Mundial | Campeonato Mundial |
| Año                | Lugar                  | Medalla            | Pareja             |
| ------------------ | ---------------------- | ------------------ | ------------------ |
| 2022               | Roma (Italia)          | Medalla de bronce  | Svenja Müller      |
| Campeonato Europeo |                        |                    |                    |
| Año                | Lugar                  | Medalla            | Pareja             |
| 2020               | Jūrmala (Letonia)      | Medalla de plata   | Kim Behrens        |
| 2024               | La Haya (Países Bajos) | Medalla de oro     | Svenja Müller      |
| 2025               | Düsseldorf (Alemania)  | Medalla de bronce  | Svenja Müller      |